# Phyllophaga gracilis
Phyllophaga gracilis är en skalbaggsart som beskrevs av Hermann Burmeister 1855. Phyllophaga gracilis ingår i släktet Phyllophaga och familjen Melolonthidae. Utöver nominatformen finns också underarten P. g. angulata.